# Demonax reticulatus
Demonax reticulatus là một loài bọ cánh cứng trong họ Cerambycidae.